# Wilhelm Koppers
Wilhelm Koppers (født 8. februar 1886 i Menzeln ved Xanten, død 23. januar 1961 i Wien) var en østrigsk etnolog og antropolog.

## Liv og gerning
Koppers opholdt sig længe blandt Ildlandets indbyggere og udgav arbejder om dem og om almene etnologiske sprørgsmål. Fra 1913 var Koppers Wilhelm Schmidts nærmeste medarbejder samt initieret i Societas Verbi Divini. Pater Koppers udgav tidsskriftet Anthropos, et centrum for kulturkredslæren.

### Det indogermanske og germanske spørgsmål
Det vigtigste bidrag til forståelse af indoeuropæisk religion fra denne kunskabstradition blev en antologi, udgivet i 1936 med titlen Die Indogermanen- und Germanenfrage: Neue Wege zur ihrer Lösung. Antologien var udformet som svar på en tidligere antologi med den lignende titel Germanen und Indogermanen: Volkstum, Spreche, Kultur - et værk med nazistiske fortegn og som var blevet offentliggjort nogle måneder tidligere.
Aksemagterne Berlin-Rom" proklameredes i 1936 og dermed mistede det austrofascistiske regime Mussolinis støtte. Intet kunne længere forhindre at forvandle Österreich til Ostmark, dvs. for en tysk nazistisk anneksion af landet. Spørgsmålet om hvem som var indogermaner, germaner og tysk, hvad disse identiteter indebar og hvordan deres historie så ud var med andre ord akut. Arkæologerne Alfons Nehring og Gordon Childe medvirkede i Koppers antologi.

## Publikationer
- Die Feuerland-Indianer (1924)
- Der Mensch aller Zeiten: Natur und Kultur der Völker der Erde del 3. (1925) Medförfattare
- Festschrift Publication d'hommage offerte au P. W. Schmidt: 76 sprachwissenschaftliche, ethnologische, religionwissenschaftliche, prähistorische und andere Studien. (1928) Utgivare.
- Die Indogermanenfrage im Lichte der historischen Völkerkunde (1935)
- Die Indogermanen- und Germanenfrage: neue Wege zu ihrer Lösung (1936, red)
- Geheimnisse des Dscgungels: eine Forschungsreise zu den Primitivstämmen Zentral-Indiens. (1938-39)
- Die Bhil in Zentralindien (1948)
- Der Urmensch und sein Weltbild (1949)